# Julio Herrera y Reissig
Julio Herrera y Reissig (Montevidéu, 9 de janeiro de 1875 — idem, 18 de março de 1910) foi um poeta uruguaio, iniciado no romantismo tardio e líder da vanguarda modernista na literatura do Uruguai. Vicente Huidobro, acusado por Guillermo de Torre de copiar as idéias de Herrera y Reissig, declarou que "haviam finalmente descoberto o seu professor".

## Biografia
Filho de Manuel Herrera y Obes e sobrinho do ministro e, mais tarde, presidente da República Julio Herrera y Obes, ele nasceu em uma família patrícia uruguaia, de confortável situação financeira e com conexões importantes no âmbito social e cultural.
Contudo, a saúde de Herrera y Reissig era precária. Em 1892, aos dezessete anos de idade, ele teve que abandonar seus estudos formais, devido a uma doença cardíaca congênita, agravada quando contraiu febre tifoide. Esta circunstância o impediu de realizar qualquer tipo de viagem, salvo uma breve estada em Buenos Aires e curtas visitas a cidades interioranas do Uruguai.
A experiência mundana é substituída por sua condição de ávido leitor e, a partir de 1900, conduz reuniões literárias em sua mansão familiar em Montevidéu, conhecida como La Torre de los Panoramas por causa da vista que tinha para o rio da Prata.
Morreu em Montevidéu, com apenas trinta e cinco anos de idade. A publicação de suas obras e o seu consequente reconhecimento literário só ocorreriam anos depois. Herrra y Reissig é uma referência obrigatória da literatura latino-americana de sua época, ao lado de Leopoldo Lugones, Ricardo Jaimes Freyre e Salvador Díaz Mirón.

## Obras
Herrera y Reissig escreveu ficção e ensaios políticos, mas é fundamentalmente reconhecido por sua produção poética.
- Canto a Lamartine (1898)
- Epílogo wagneriano a "La política de fusión" con surtidos de psicología sobre el Imperio de Zapicán (1902)
- Las pascuas del tiempo (1902)
- La vida (1903)
- Los parques abandonados (1902-1908)
- Los éxtasis de la montaña (1904-1907)
- Las clepsidras (1909)
- La torre de las esfinges (1909)
- Los peregrinos de piedra (1909)
- Tratado de la imbecilidad del país, por el sistema de Herbert Spencer (1900-1902)
- La po uruguaya (1909)